# Стіллмор (Джорджія)
Стіллмор (англ. Stillmore) — місто (англ. city) в США, в окрузі Емануель штату Джорджія. Населення — 439 осіб (2020).

## Географія
Стіллмор розташований за координатами 32°26′30″ пн. ш. 82°12′52″ зх. д. / 32.44167° пн. ш. 82.21444° зх. д. (32.441609, -82.214484).  За даними Бюро перепису населення США в 2010 році місто мало площу 8,29 км², з яких 8,01 км² — суходіл та 0,28 км² — водойми.

## Демографія
Згідно з переписом 2010 року, у місті мешкали 532 особи в 178 домогосподарствах у складі 135 родин. Густота населення становила 64 особи/км².  Було 215 помешкань (26/км²).
Расовий склад населення:
| - 57,9 % — чорних або афроамериканців - 37,0 % — білих - 0,4 % — азіатів - 4,3 % — осіб інших рас |

До двох чи більше рас належало 0,4 %. Частка іспаномовних становила 4,5 % від усіх жителів.
За віковим діапазоном населення розподілялося таким чином: 26,9 % — особи молодші 18 років, 60,5 % — особи у віці 18—64 років, 12,6 % — особи у віці 65 років та старші. Медіана віку мешканця становила 34,5 року. На 100 осіб жіночої статі у місті припадало 88,0 чоловіків;  на 100 жінок у віці від 18 років та старших — 80,9 чоловіків також старших 18 років.
Середній дохід на одне домашнє господарство  становив 43 202 долари США (медіана — 31 389), а середній дохід на одну сім'ю — 48 258 доларів (медіана — 45 833). Медіана доходів становила 32 891 долар для чоловіків та 27 917 доларів для жінок. За межею бідності перебувало 24,2 % осіб, у тому числі 25,1 % дітей у віці до 18 років та 35,0 % осіб у віці 65 років та старших.
Цивільне працевлаштоване населення становило 266 осіб. Основні галузі зайнятості: виробництво — 26,3 %, публічна адміністрація — 14,7 %, освіта, охорона здоров'я та соціальна допомога — 14,3 %.